# Ørodde
Ørodde er den nordøstlige halvø der omkranser Nykøbing Bugt ud for Nykøbing Mors  på øen Mors i Limfjorden. Ørodde er et rekreativt og grønt område for en del dækket Nykøbing Plantage, som blev plantet i 1818. Yderst på halvøen ligger Limfjords-Østerskompagniet. På den nordlige del er der dyrskueplads og   boldbaner hvor blandt andet  Nykøbing Cricket Club og Nykøbing Tennisklub holder til. Nykøbing Roklub var her frem til 1964, så overtog Østerskompagniet klubhuset. Ved Østerstrand på oddens østside ligger vandrerhjemmet og  roklubben og byens badestrand.